# Anti-France
Le terme Anti-France désigne des groupes politiques, sociaux ou religieux accusés de trahir la nation française.
Ce néologisme politique, datant des années 1890, est utilisé par la droite et l'extrême droite en France depuis que l'affaire Dreyfus a reconfiguré le paysage politique sur la ligne nationalisme-internationalisme.
L'expression a un sens proche de « cinquième colonne », d'« ennemi de l'intérieur » et de « parti de l'étranger ».

## Naissance de l'expression et premiers emplois
Pour l'historien Raoul Girardet, l'expression serait apparue à la fin du XIXe siècle et ferait référence au complot judéo-maçonnique :

« Juifs et francs-maçons vont représenter à leur tour le “parti de l'étranger”, l'incarnation même de ce que l'on va prendre l'habitude de désigner l'Anti-France. La formule doit être comprise en l'occurrence comme chargée de tout un poids, et singulièrement lourd, de frayeurs ancestrales. Jésuites, Juifs et francs-maçons ne sont pas seulement appréhendés comme les agents d'exécution privilégiés des desseins hostiles de certains États rivaux. La menace qu'ils représentent est celle qui n'a jamais cessé de hanter les rêves des cités paisibles. Celle du vagabond, du nomade qui rôde autour des maisons heureuses (“Une invasion de gens, dit Michelet, qui ont passé un à un”). Celle du voyageur sans nom qui porte avec lui la maladie ou l'épidémie, dont l'arrivée fait pourrir les moissons et périr le bétail. Celle de l'intrus qui s'introduit dans les foyers prospères pour y apporter le trouble et la ruine. L'insécurité et la peur commencent avec le passage des inconnus qui errent dans la nuit. »

Charles Maurras emploie l'expression les « quatre États confédérés » en la définissant comme les « quatre États confédérés des protestants, Juifs, francs-maçons, et métèques, ».
En 1918, Léon Daudet publie L'avant-guerre : études et documents sur l'espionnage juif-allemand en France depuis l'affaire Dreyfus dans lequel il écrit : « Il faut qu'on le dise : l'affaire du traître Dreyfus a eu comme premier résultat une première invasion, la formation chez nous d'une anti-France. ».
En 1922, paraissent Les Cahiers de l'Anti-France, une revue signée sous le pseudonyme Jean Maxe, présenté comme un universitaire. Le deuxième numéro dénonce les pacifistes de la Première Guerre mondiale qui se sont regroupés en Suisse autour de Romain Rolland ou lors de la conférence de Zimmerwald : « l'Alliance du Défaitisme et du Bolchévisme en Suisse (1914-1919) ». L'éditeur présente ainsi l'auteur : « Seul, il est remonté à la source intellectuelle et occulte de la trahison, du défaitisme, des doctrines révolutionnaires du bolchevisme bolchevisant. ».

## Rhétorique du Régime de Vichy

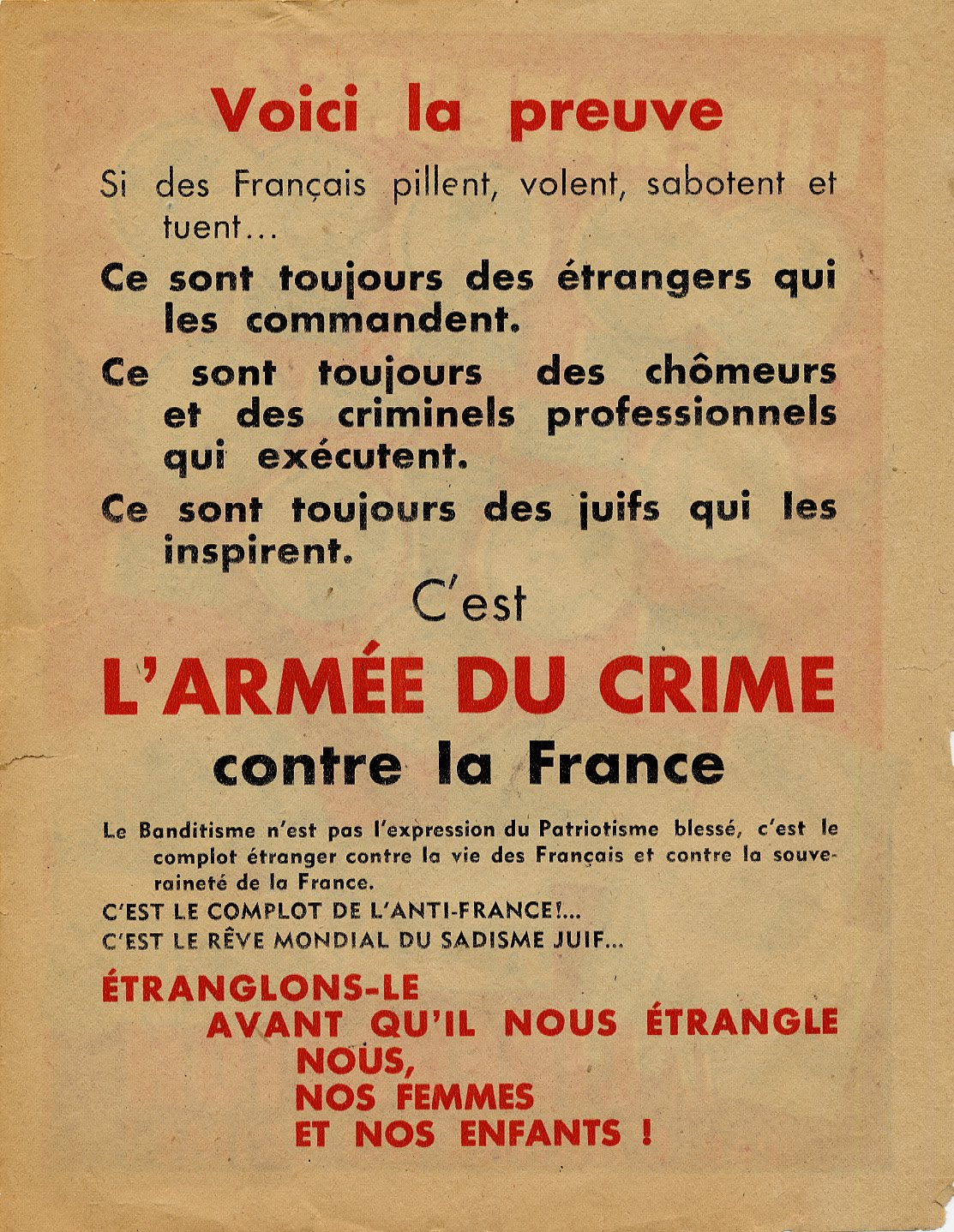
Tract collaborationniste de février 1944, reprenant au recto lʼAffiche rouge et dénonçant au verso « Le complot de lʼAnti-France » ; coll. Musée de la Résistance nationale, Champigny.

Sous le régime de Vichy, le maréchal Pétain emploie cette expression pour qualifier ceux à qui il attribue la défaite de 1940 : les Juifs, les communistes et les francs-maçons.
Pour les autorités de Vichy, la défaite de 1940 est la conséquence de la « décomposition de la société française ». Celle-ci a commencé cent cinquante ans auparavant, avec la Révolution française. C'est un thème classique de l'extrême droite en France depuis l'affaire Dreyfus. Cette « décomposition » provient d'un complot des « forces de l’anti-France » (le communiste, le Juif, le franc-maçon et l'étranger). L'historien Denis Peschanski note qu'« il faut, pour régénérer la société française de l’intérieur, les exclure. D’où l’importance du camp d’internement qui va être “au cœur” même du dispositif d’exclusion de Vichy ». L'expression « forces de l'Anti-France » fait la synthèse de l'anticommunisme, de l'antisémitisme, de l'antimaçonnisme et de la xénophobie. Elle caractérise les communistes, les juifs, les francs-maçons ou les étrangers d'ennemis de l'intérieur, c'est-à-dire comme des éléments qui ne seraient pas solidaires de la communauté nationale. Les Protestants n'y sont plus visés.
À partir de 1940, le régime met en œuvre « une politique répressive au nom de l'ordre et de la lutte contre l'Anti-France ».

## Utilisation de l'expression durant les années 2000
Le 14 juillet 2011, Eva Joly, candidate Europe Écologie Les Verts à l'élection présidentielle de 2012, propose de remplacer le défilé militaire par un « défilé citoyen où nous verrions les enfants des écoles, où nous verrions les étudiants, où nous verrions aussi les seniors défiler dans le bonheur d'être ensemble, de fêter les valeurs qui nous réunissent », suscitant de vives réactions. Le député UMP et président de la Commission de la défense nationale et des forces armées, Guy Teissier, déclare ainsi sur France Info : 

« Je souhaiterais qu'un jour Madame Eva Joly se trouve dans la situation de vos deux confrères que nos militaires sont allés libérer pour qu'elle trouve peut-être quelques vertus à nos soldats et à des défilés, fussent-ils guerriers. Voilà, je suis consterné d'entendre de telles déclarations qui me rappellent aussi de sinistre mémoire les années d'avant la dernière guerre mondiale où les pacifistes et les antimilitaristes nous ont amenés à cette triste défaite de 1940. Je suis consterné qu'il puisse encore exister, comme on appelait autrefois, des “Anti-France”,. »

En 2024, le terme est utilisé par la presse concernant un imam qui avait qualifié le drapeau tricolore de « drapeau satanique » et dont l'expulsion est envisagée,.
En aout 2024, l'expression est utilisée par la porte-parole du gouvernement Prisca Thevenot concernant La France insoumise, lui attribuant la médaille d'or de l'anti-France, considérant que LFI « a un discours anti-France en permanence sur tout, sur les forces de l’ordre, sur la justice sur le rapport aux médias et sur la laïcité »,.

## Dans la culture populaire

### Bande dessinée

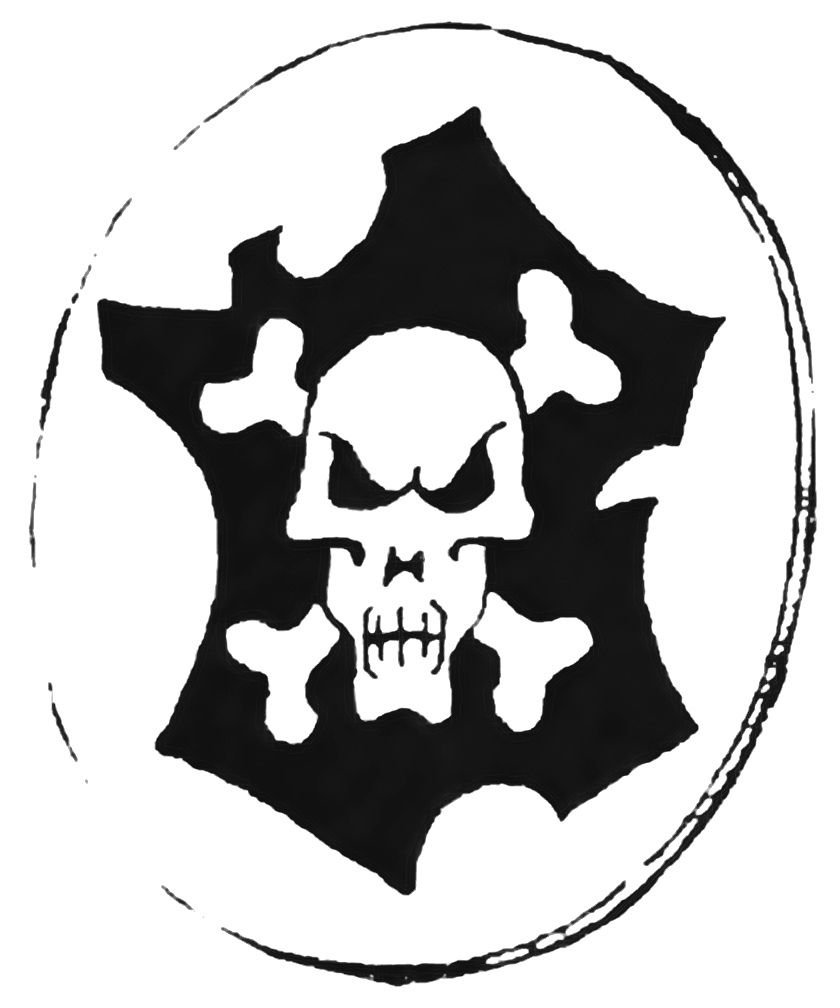
Logo de l'Anti-France dans la bande dessinée Superdupont.

Dans la série de bande dessinée humoristique Superdupont de Jacques Lob et Marcel Gotlib, l'Anti-France est l'entité représentant les méchants. C'est une caricature de la théorie selon laquelle « les problèmes de la France sont dus aux étrangers ». Jacques Lob et Marcel Gotlib ainsi tournent en ridicule la paranoïa et la xénophobie de certains Français, qui considèrent l'étranger et l'inconnu comme une menace pour la France.
Dans Superdupont, l'Anti-France est une sorte de mouvement sectaire et terroriste caricatural, combattu sans relâche par Superdupont. Elle s'en prend à tout ce qui constitue « les vraies valeurs de la vraie France » : l'hymne national, la tour Eiffel, le vin français, etc. Endossant des masques ou des cagoules, ses agents parlent en mélangeant divers mots et accents étrangers. De plus, l'Anti-France sabote aussi bien l'industrie que les administrations françaises.

## Version anti-américaine
Dans la mouvance anti-occidentale, il existe à côté de l'anti-France une mouvance anti-américaine, l'Antiaméricanisme.

« de faire en sorte d'introduire du désordre géopolitique dans les activités intérieures des États-Unis, en encourageant toute forme de conflit ethnique et racial, en soutenant les mouvements dissidents, extrémistes, racistes et sectaires afin de déstabiliser le pays. »

— Alexandre Douguine